# Funicular dos Guindais

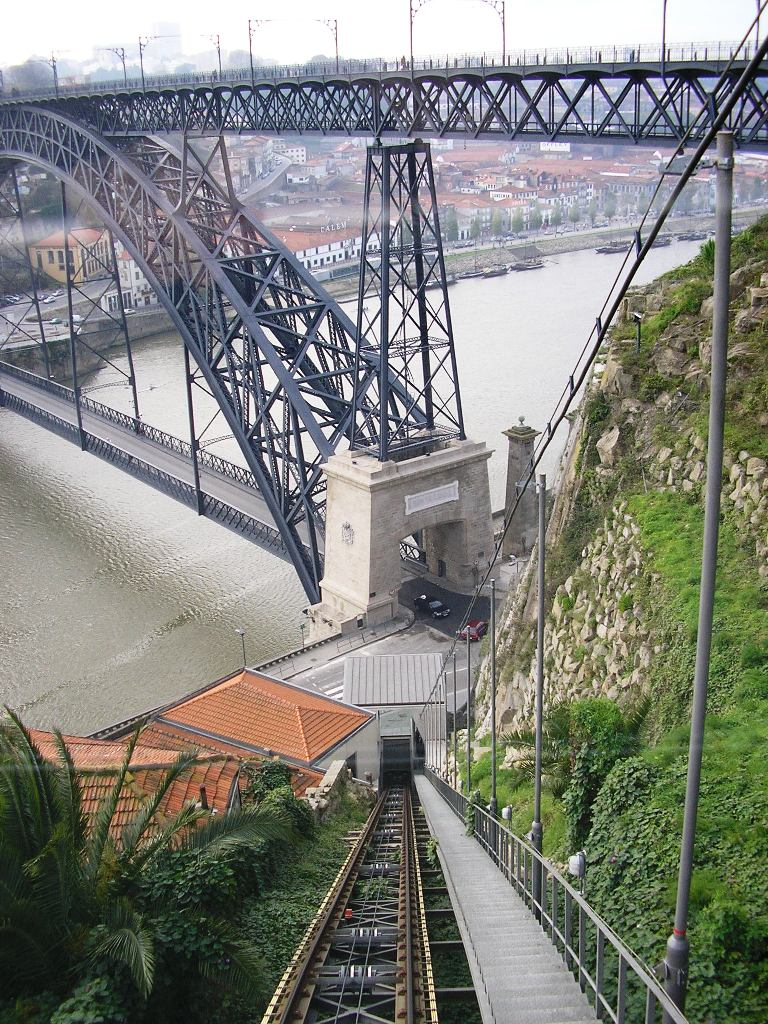
Descida no Funicular dos Guindais

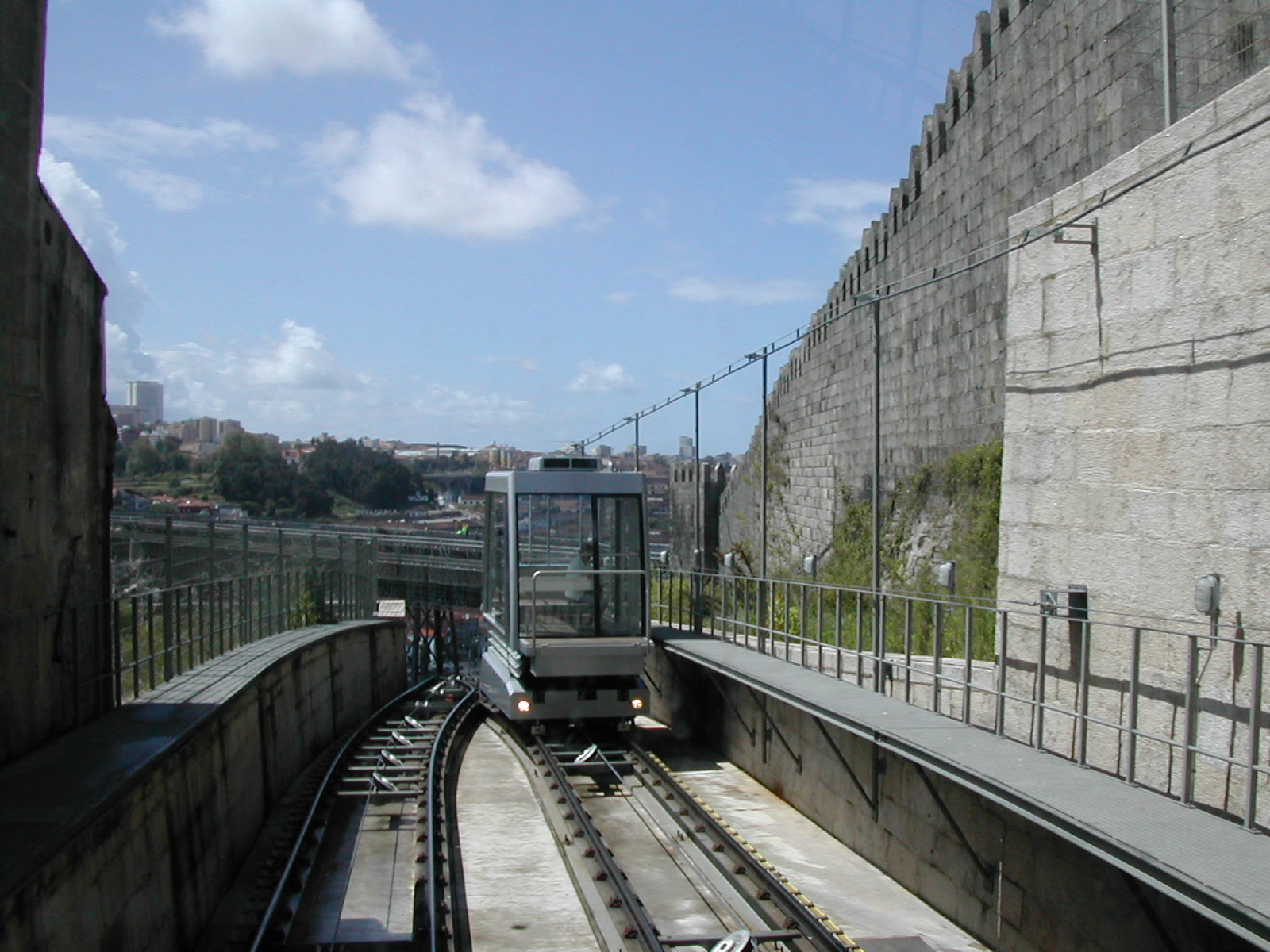
Cabina do funicular. Em fundo, a Muralha Fernandina do Porto

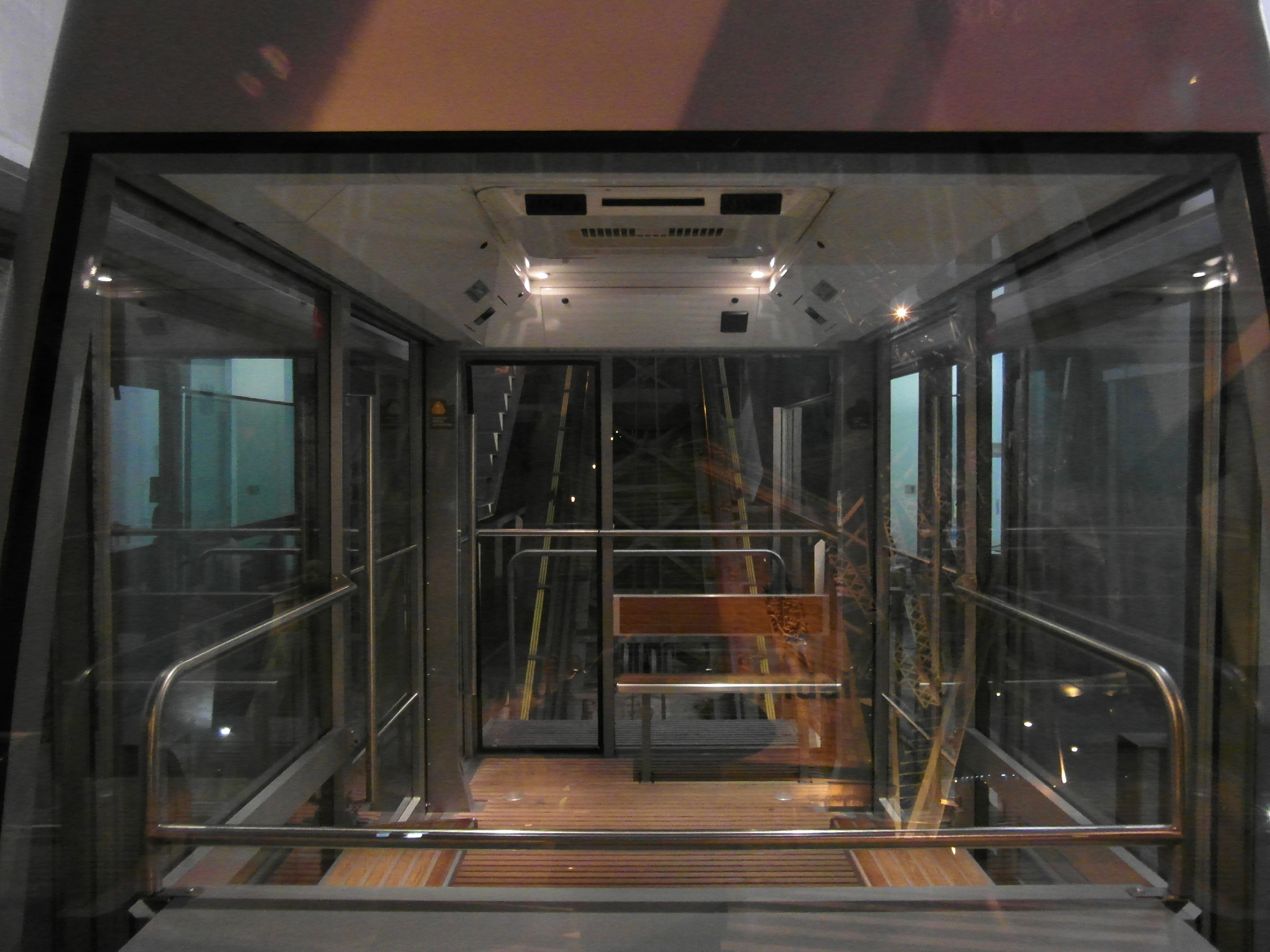
Estação inferior

O Funicular dos Guindais é uma ferrovia ligeira que se localiza na cidade do Porto, em Portugal, e liga a Batalha (Rua Augusto Rosa) à Ribeira (Av. Gustave Eiffel), vencendo um abrupto desnível.

## História

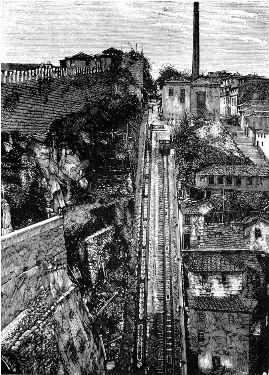
Funicular original, 1891-1893

### Funicular de 1891
O funicular original, projectado por Raul Mesnier, foi inaugurado em 4 de Junho de 1891, e fechou dois anos depois devido a um grave acidente em 5 de Junho de 1893. Foi totalmente reprojectado pelo mesmo engenheiro, na tentativa de o repor em funcionamento, o que nunca chegou a acontecer.

### Funicular de 2001
No âmbito da operação de reabilitação urbana Porto 2001, foi proposta a sua reposição e projectado para o mesmo local um novo funicular. Do equipamento e sistema original só existia o primitivo edifício da casa de máquinas, tendo sido objecto de alterações face aos usos actuais.
Foi projectado um novo funicular para o mesmo local onde já existira um efémero transporte deste tipo (1891-1893). O projecto geral de arquitectura e coordenação das especialidades foi da responsabilidade de Adalberto Dias e da empresa Poma, detentora da tecnologia. Assim, um século depois, um moderno funicular abriu a 19 de Fevereiro de 2004. Até outubro de 2013 transportara já cerca de 3,7 milhões de passageiros.

Foi gerido pelo Metro do Porto até 2020: Após ter encerrado a 8 de Abril devido à pandemia de Covid-19, o Funicular dos Guindais reabriu a 15 de Maio, agora sob nova concessão da Câmara Municipal do Porto que inclui também o Elevador da Ribeira.

## Características
- Distância: 281 m (90 m em túnel)
- Desnível: 61 m
- Inclinação
  - média: 20%
  - máxima: 55% [4]
- Tempo de Viagem: 2,5 min.[5][6]
- Velocidade média: 2,5 m/s

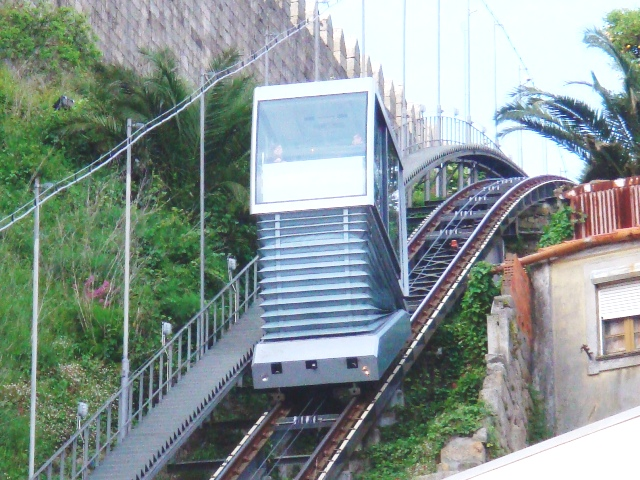
Aspeto de um dos carros, com o fole aberto

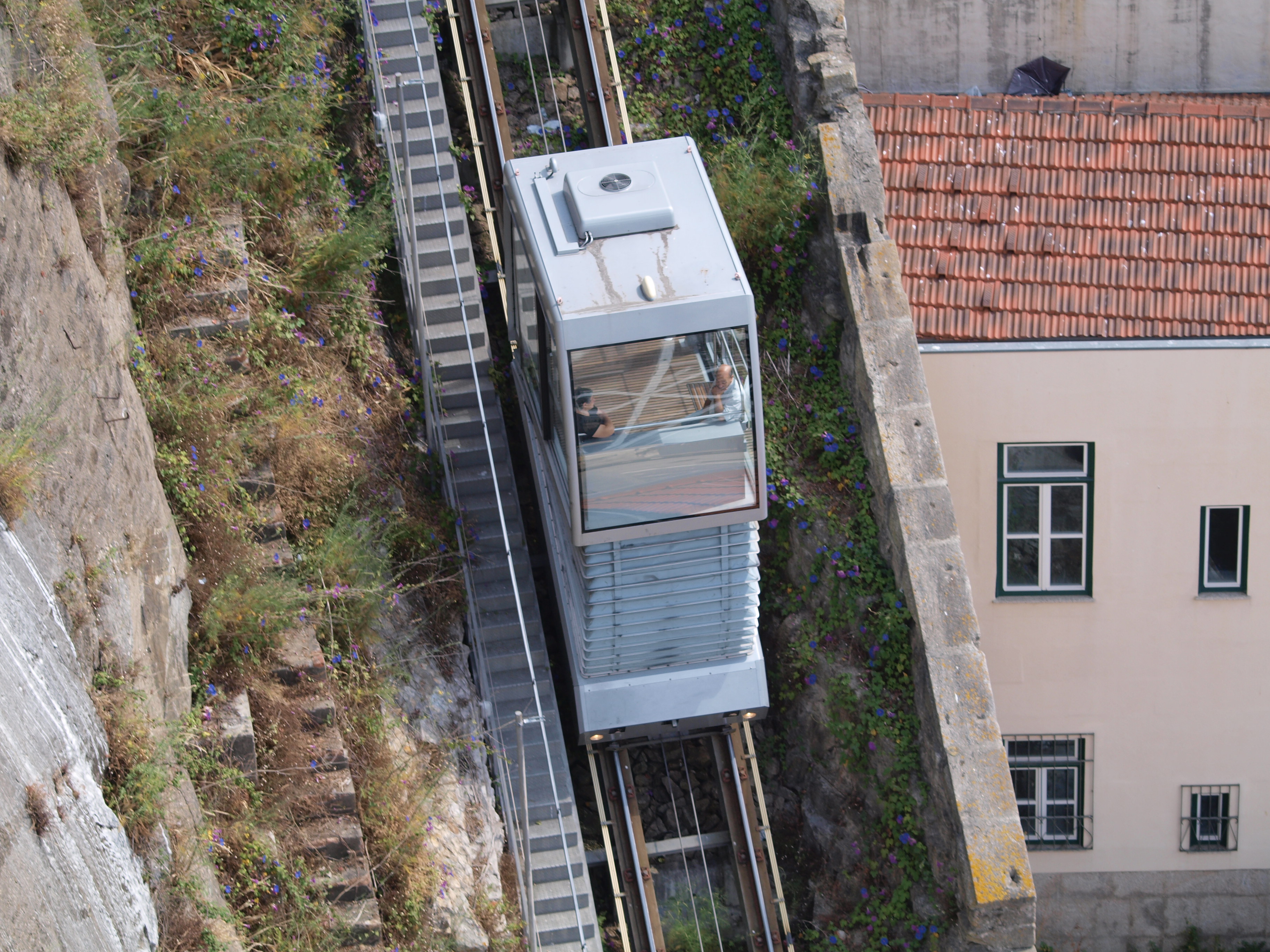
Aspeto de um dos carros, visto de cima

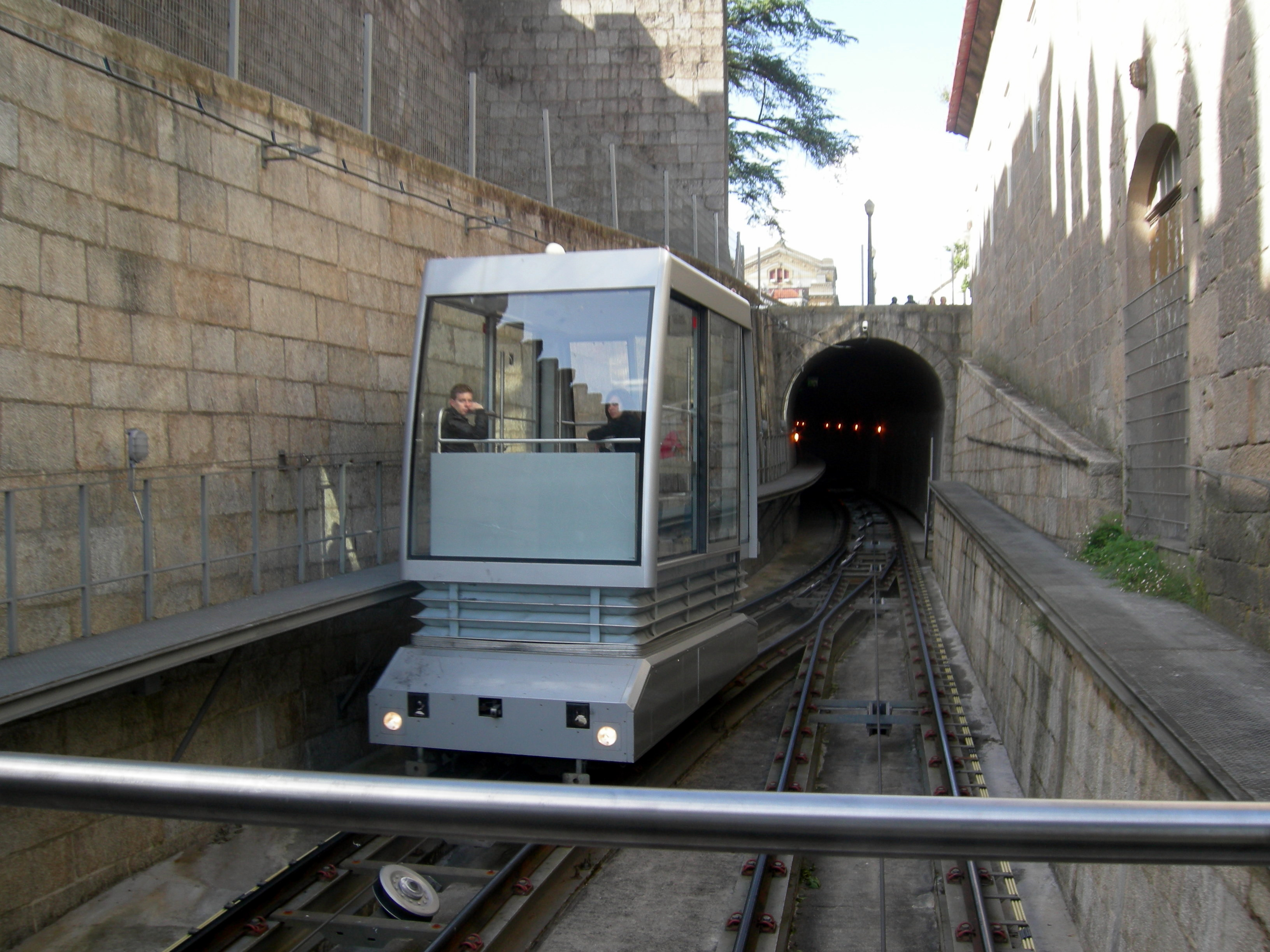
Entrada na secção em túnel

- Número de passageiros por cabina: 25

## Tarifário
- Preço: Adultos - 2,50 € ; Crianças dos 4 aos 12 anos - 1,25€  (Não existe ida e volta)
- Grupos escolares (aviso prévio)  alunos ida e volta - 1,50€ ; professores ida e volta 3€.
- Descontos: Com Porto Card - 1.90€

Nota: Andante ocasional não é valido, só o andante mensal com a zona PRT1.

## Horário
- Inverno:
  - Domingo a Quinta: das 08:00 às 20:00
  - Sextas, Sábados:  08:00 às 22:00
- Verão:
  - Domingo a Quinta: das 08:00 às 22:00
  - Sextas, Sábados: 08:00 às 24:00

## Transportes
- STCP-  Elétricos: Batalha-Linha 22 (Batalha-Carmo-Batalha)
- STCP-  Autocarros: Ribeira- 900, 901, 906 e ZR
- STCP-  Autocarros: Batalha- 207, 303, 400, 904, 905 e H